# پرتر واگونر
پرتر واگونر (انگلیسی: Porter Wagoner; ۱۲ اوت ۱۹۲۷ – ۲۸ اکتبر ۲۰۰۷) یک موسیقی‌دان اهل ایالات متحده آمریکا بود.